# Inwersja rzeźby
Inwersja rzeźby, inwersja morfologiczna, odwrócenie rzeźby – odwrócenie ukształtowania powierzchni ziemi w stosunku do jego budowy tektonicznej, tzn. powstawanie dolin w miejscu wypukłych struktur tektonicznych: antyklin lub zrąbów oraz grzbietów w miejscu wklęsłych struktur: synklin lub rowów tektonicznych.
Jest to efekt długotrwałego rozwoju rzeźby terenu, w czasie którego następowało powstawanie powierzchni zrównania i odsłonięcie mniej odpornych warstw skalnych budujących wypukłe struktury tektoniczne. Później następowały procesy wietrzenia, uwarunkowane różną odpornością skał na niszczenie i skutkiem tego powstanie nowej rzeźby terenu.
Inwersja rzeźby spotykana jest w różnych obszarach górskich, w Polsce, np. w Gorcach, Górach Kaczawskich, paśmie Babiej Góry i in.